# Stef Kamil Carlens
Stef Kamil Carlens (né le 27 septembre 1970 à Anvers) est un auteur-compositeur-interprète et producteur de musique belge.
Carlens est connu pour son travail en tant que leader du groupe indie Zita Swoon, qui a peu à peu changé en l'ensemble polymorphe Zita Swoon Group. Il a joué avec dEUS en tant que bassiste et chanteur avant de partir en 1997 pour se concentrer sur son propre groupe Zita Swoon, précédemment connu sous le nom de A Beatband et Moondog Jr.
Carlens est aussi un artiste plasticien. Dans ses œuvres, il essaie d'être à la fois son âge réel tout aussi bien qu’un enfant. Ainsi surgissent des mondes colorés empreints à la fois de spontanéité naïve et de mélancolie.

## Collaborations
- Collaborations des années 1990 à aujourd'hui